# جهاز تنفس اصطناعي
جهاز التنفس الاصطناعي أو المُنَفِّسة (بالإنجليزية: Ventilator)‏ آلة مصممة لتوفير تهوية ميكانيكية عن طريق نقل الهواء القابل للتنفس إلى داخل وخارج الرئتين، بهدف توصيل أنفاس لمريض غير قادر جسديًا على التنفس، أو يتنفس بشكل غير كاف. في حين أن أجهزة التهوية الحديثة عبارة عن آلات محوسبة ومضبوطة عبر متحكم مصغّر، يمكن أيضًا تأمين تهوية للمرضى باستخدام قناع ذو صمام بسيط يعمل يدويًا عن طريق ضغط المحفظة. تُستخدم أجهزة التهوية الصناعية بشكل أساسي في طب العناية المركزة والرعاية المنزلية وطب الطوارئ (وحدات قائمة بذاتها) وفي طب التخدير (عنصر في جهاز التخدير).
أحيانًا ما تُطلق على أجهزة التهوية «المنفاس Respirator»، مصطلح نابع من الأجهزة شائعة الاستخدام في الخمسينيات من القرن العشرين (وخاصة «منفاس الطيور»). ومع ذلك، في المصطلحات الطبية والمستشفيات الحديثة، لا يُشار إلى هذه الآلات أبدًا باسم المنافيس. في المجال الطبي الحالي، تشير كلمة «منفاس» إلى قناع الوجه الواقي.

## الوظيفة
في أبسط أشكاله، يتكون جهاز التهوية بالضغط الإيجابي الحديث من خزان هواء قابل للضغط أو توربين، وإمدادات الهواء والأكسجين، ومجموعة من الصمامات والأنابيب، و«دارة المريض» التي يمكن التخلص منها أو إعادة استخدامها. يُضغَط خزان الهواء هوائيًا عدة مرات في الدقيقة لإيصال هواء الغرفة، أو في معظم الحالات، خليط هواء/أكسجين للمريض. إذا استُخدم التوربين، فإنه يدفع الهواء عبر جهاز التهوية، مع صمام تدفق يضبط الضغط لتلبية المعايير الخاصة بالمريض. عندما يُحرر الضغط الزائد، سيزفر المريض بشكل منفعل بسبب مرونة الرئتين، ويُطلق هواء الزفير عادة من خلال صمام أحادي الاتجاه داخل دارة المريض يسمى مشعب المريض.
يمكن أن تكون أجهزة التهوية مجهّزة أيضًا بأنظمة مراقبة وإنذار لمقاييس المريض (مثل الضغط والحجم والتدفق) ووظيفة التهوية (مثل تسرب الهواء وفشل الطاقة والفشل الميكانيكي) والبطاريات الاحتياطية وخزانات الأكسجين والتحكم عن بعد. غالبًا ما يُستبدل النظام الهوائي في الوقت الحاضر بمحرك توربيني يُتحكم فيه بواسطة الكمبيوتر.
يُتحكم في أجهزة التهوية الحديثة إلكترونيًا بواسطة نظام مدمج صغير للسماح بالتكيف الدقيق لخصائص الضغط والتدفق حسب احتياجات المريض الفردية. تعمل إعدادات التهوية المضبوطة بدقة أيضًا على جعل التهوية أكثر تحملاً وراحة للمريض. في كندا والولايات المتحدة، يكون المعالجون التنفسيون مسؤولين عن ضبط هذه الإعدادات، في حين أن تقنيي الطب الحيوي مسؤولون عن الصيانة. في المملكة المتحدة وأوروبا، يُراقب تفاعل المريض مع جهاز التهوية الصناعية من قبل ممرضات الرعاية الحرجة.
تتكون دارة المريض عادة من ثلاثة أنابيب بلاستيكية متينة وخفيفة الوزن تقريبًا، مفصولة وظيفيًا (مثل أنبوب لاستنشاق الهواء، وآخر لضغط المريض، والأخير لهواء الزفير). يمكن تحديد في ما إذا كان طرف الدارة الخاص بالمريض باضع أم لا حسب نوع التهوية المطلوب.
تستخدم الطرق غير الغازية، مثل ضغط مجرى الهواء الإيجابي المستمر (CPAP) والتهوية غير الغازية، للمرضى الذين يحتاجون إلى جهاز تهوية فقط أثناء النوم والراحة، عن طريق استخدام قناع أنفي بشكل رئيسي. تتطلب الطرق الغازية إجراء التنبيب، في حال الاعتماد طويل الأمد على جهاز التهوية الصناعية باستخدام التهوية عبر قنية فتح الرغامى، إذ أنها أكثر راحة وعملية للرعاية طويلة الأجل مقارنة بالتهوية عبر الحنجرة أو التنبيب الأنفي.

### نظام أساسي للحياة
نظرًا لأن الفشل التنفسي يمكن أن يؤدي إلى الوفاة، تُصنّف أنظمة التهوية الميكانيكية على أنها أنظمة أساسية للحياة، ويجب اتخاذ الاحتياطات اللازمة لضمان موثوقيتها إلى حد كبير، بما في ذلك تزويدها بالطاقة.
لذلك صُمّمت أجهزة التهوية الميكانيكية بعناية إذ لا يمكن لأي ثغرة واحدة أن تعرض المريض للخطر. يمكن أن تحوي آليات دعم احتياطي يدوي للتمكن من استخدام التنفس اليدوي في حال غياب الطاقة (مثل جهاز التهوية الصناعية المدمج في آلة التخدير). تُزوّد أيضًا بصمامات أمان، تُفتح في الغلاف الجوي في حال غياب الطاقة لتعمل بمثابة صمام مضاد للاختناق، ويتنفس عندها المريض تلقائيًا. تُجهّز بعض الأنظمة أيضًا بخزانات الغاز المضغوط أو ضواغط الهواء أو البطاريات الاحتياطية لتأمين التهوية في حالة انقطاع التيار الكهربائي أو وجود إمدادات غاز معيبة، وتحوي أيضًا طرق التشغيل أو طلب المساعدة في حالة فشل آلياتها أو برامجها.

## عمل الجهاز
تتألف المنفسة مبدئياً من خزان هواء، يزود بالهواء أو الأكسجين، ومجموعة من الصمامات والأنابيب، ووصلة قابلة للاستبدال مخصصة لوصل المريض بالجهاز. يعمل الجهاز على ضغط الهواء أو الأكسجين بحيث أنه عند تحرير الضغط يحصل شهيق الهواء إلى رئتي المريض بفعل مرونة الرئتين، ويتم الزفير عن طريق صمام أحادي الجهة يسمح للهواء بالخروج فقط من دارة تنفس المريض.

## المصانع الرئيسية في العالم
- Resmed (USA)
- Weinmann (Germany)
- Philips Healthcare (Netherlands)
- Carefusion (USA)
- GE Healthcare (USA)
- Medtronic (USA)
- Fisher & Paykel Healthcare (New Zealand)
- Teijin Pharma (Japan)
- MEKICS (South Korea)
- Dräger Medical (Germany)
- DeVilbiss (USA)
- Apex Medical (Taiwan)
- Air Liquide (France)
- Hamilton Medical (Switzerland)
- SLE Ltd (United Kingdom)
- eVent Medical (USA)
- Maquet (Germany)
- Siare Engineering (Italy)[2]

## مواقع خارجية
- شرح تركيب جهاز التنفس الاصطناعي (لغة إنكليزية) على يوتيوب
- صور حصرية.. الجزيرة تتجول في أحد أكبر مصانع أجهزة التنفس الصناعي بالصين